# Pseudodontodynerus pretiosus
Pseudodontodynerus pretiosus är en stekelart som först beskrevs av Dusmet 1928.  Pseudodontodynerus pretiosus ingår i släktet Pseudodontodynerus och familjen Eumenidae. Utöver nominatformen finns också underarten P. p. houskai.